# 상방정례
상방정례(尙方定例)는 1750년(영조 26) 상의원에서 편찬한 궁중의복에 관한 책이다. 《탁지정제》(度支定制)가 편성된 뒤 궁중에서 소용되는 품목 중에 누락이 있을 것을 우려해서 상세하게 만든 별도의 제도이다. 총 3권으로 구성되어 있으며, 항례(恒例) 1권과 별례(別例) 2권으로 편성되어 있다.

## 참고 자료
- 상방정례 - 민족문화대백과사전